# Henry P. Haun

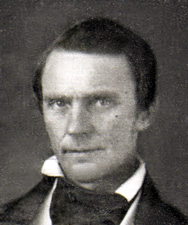
Henry P. Haun

Henry Peter Haun, född 18 januari 1815 i Scott County, Kentucky, död 6 juni 1860 i Marysville, Kalifornien, var en amerikansk demokratisk politiker. Han representerade delstaten Kalifornien i USA:s senat 1859-1860.
Haun studerade vid Transylvania University. Han inledde 1839 sin karriär som advokat i Lexington, Kentucky. Han var 1845 åklagare i Scott County. Han flyttade samma år till Iowa och arbetade där som advokat. Han kom 1849 till Kalifornien och var verksam som jordbrukare och advokat i Yuba County. Han var domare i countyt 1851–1854.
Senator David C. Broderick avled 1859 efter att ha utkämpat en duell och efterträddes av Haun som sedan kandiderade utan framgång till att få sitta i senaten fram till slutet av Brodericks mandatperiod. Haun efterträddes i mars 1860 som senator av Milton Latham. Han avled tre månader senare.
Hauns grav finns på Marysville Cemetery i Marysville.